# Rocco Schiavone/Episodenliste
Diese Episodenliste enthält alle Episoden der italienischen Kriminaldramaserie Rocco Schiavone, sortiert nach der italienischen Erstausstrahlung. Die Fernsehserie umfasst 5 Staffeln mit 20 Episoden. Die Staffel-Tabellen entsprechen bezüglich des Datums der deutsch synchronisierten Erstausstrahlung auf den Pay-TV-Sendern FOX bzw. Disney+, nicht der späteren Sendung auf dem Free-TV der ARD unter dem neuen Namen Der Kommissar und die Alpen. Die 5. Staffel erschien lediglich bei Disney+.

## Übersicht
| Staffeln | Episodenanzahl | Erstausstrahlung | Erstausstrahlung |
| Staffeln | Episodenanzahl | Premiere         | Finale           |
| -------- | -------------- | ---------------- | ---------------- |
| 1        | 6              | 9. November 2016 | 7. Dezember 2016 |
| 2        | 4              | 17. Oktober 2018 | 7. November 2018 |
| 3        | 4              | 2. Oktober 2019  | 23. Oktober 2019 |
| 4        | 2              | 17. März 2021    | 24. März 2021    |
| 5        | 4              | 5. April 2023    | 19. April 2023   |

## Staffel 1
| Nr. (ges) | Nr. (St.) | Originaltitel        | deutscher Titel           | Erstausstrahlung D/A/CH | Regie         | Drehbuch                          |
| --------- | --------- | -------------------- | ------------------------- | ----------------------- | ------------- | --------------------------------- |
| 1         | 1         | Pista nera           | Schwarze Piste            | 20. Oktober 2017        | Michele Soavi | Maurizio Careddu, Antonio Manzini |
| 2         | 2         | La costola di Adamo  | Sieben Jahre sterben      | 27. Oktober 2017        | Michele Soavi | Maurizio Careddu, Antonio Manzini |
| 3         | 3         | Castore e Polluce    | Sturz in den Tod          | 3. November 2017        | Michele Soavi | Maurizio Careddu, Antonio Manzini |
| 4         | 4         | Non è stagione       | Schnee am Dienstag        | 10. November 2017       | Michele Soavi | Maurizio Careddu, Antonio Manzini |
| 5         | 5         | Era di maggio        | Gute Gesellschaft         | 17. November 2017       | Michele Soavi | Maurizio Careddu, Antonio Manzini |
| 6         | 6         | Pulizie di primavera | In einer einzigen Sekunde | 24. November 2017       | Michele Soavi | Maurizio Careddu, Antonio Manzini |

## Staffel 2
| Nr. (ges) | Nr. (St.) | Originaltitel            | deutscher Titel    | Erstausstrahlung D/A/CH | Regie              | Drehbuch                          |
| --------- | --------- | ------------------------ | ------------------ | ----------------------- | ------------------ | --------------------------------- |
| 7         | 1         | 7–7–2007                 | Ein Tag im Juli    | 1. Januar 2019          | Giulio Manfredonia | Maurizio Careddu, Antonio Manzini |
| 8         | 2         | Tutta la verità          | Das gute Leben     | 8. Januar 2019          | Giulio Manfredonia | Maurizio Careddu, Antonio Manzini |
| 9         | 3         | Pulvis et Umbra          | Staub und Schatten | 15. Januar 2019         | Giulio Manfredonia | Maurizio Careddu, Antonio Manzini |
| 10        | 4         | Prima che il gallo canti | Nächte ohne Mond   | 22. Januar 2019         | Giulio Manfredonia | Maurizio Careddu, Antonio Manzini |

## Staffel 3
| Nr. (ges) | Nr. (St.) | Originaltitel        | deutscher Titel         | Erstausstrahlung D/A/CH | Regie        | Drehbuch                          |
| --------- | --------- | -------------------- | ----------------------- | ----------------------- | ------------ | --------------------------------- |
| 11        | 1         | La vita va avanti    | Rechenschaft            | 13. Mai 2020            | Simone Spada | Maurizio Careddu, Antonio Manzini |
| 12        | 2         | L’accattone          | Im Nebel des Vergessens | 20. Mai 2020            | Simone Spada | Maurizio Careddu, Antonio Manzini |
| 13        | 3         | Après la boule passe | Rien ne va plus         | 27. Mai 2020            | Simone Spada | Maurizio Careddu, Antonio Manzini |
| 14        | 4         | Fate il vostro gioco | Ein Grab in Fiumicino   | 3. Juni 2020            | Simone Spada | Maurizio Careddu, Antonio Manzini |

## Staffel 4
| Nr. (ges) | Nr. (St.) | Originaltitel        | deutscher Titel           | Erstausstrahlung D/A/CH | Regie        | Drehbuch                          |
| --------- | --------- | -------------------- | ------------------------- | ----------------------- | ------------ | --------------------------------- |
| 15        | 1         | Rien ne va plus      | Ohne Wenn und Aber        | 7. Mai 2021             | Simone Spada | Maurizio Careddu, Antonio Manzini |
| 16        | 2         | Ah, l’amore, l’amore | Der letzte Tag des Jahres | 14. Mai 2021            | Simone Spada | Maurizio Careddu, Antonio Manzini |

## Staffel 5
| Nr. (ges) | Nr. (St.) | Originaltitel         | deutscher Titel            | Erstausstrahlung D/A/CH | Regie        | Drehbuch                          |
| --------- | --------- | --------------------- | -------------------------- | ----------------------- | ------------ | --------------------------------- |
| 17        | 1         | Il viaggio continua   | Strafzettel aus Chamonix   | 6. September 2023       | Simone Spada | Maurizio Careddu, Antonio Manzini |
| 18        | 2         | Chi parte e chi resta | Die Welt auf den Schultern | 6. September 2023       | Simone Spada | Maurizio Careddu, Antonio Manzini |
| 19        | 3         | Punti di vista        | Späte Rache                | 6. September 2023       | Simone Spada | Maurizio Careddu, Antonio Manzini |
| 20        | 4         | Vecchie conoscenze    | Der vierte Mann            | 6. September 2023       | Simone Spada | Maurizio Careddu, Antonio Manzini |